# 马札罕
马札罕（?—?），元朝驸马。汪古部人，阿剌兀思剔吉忽里的玄孙，孛要合的曾孙，君不花之孙，囊家台之子。
囊家台娶亦怜真公主，生子马札罕，马札罕娶晃火帖木儿之女桑哥八剌大长公主、□难公主。晃火帖木儿是蒙哥之孙，昔里吉之子。泰定元年（1328年），封赵王，泰定帝驾崩，马札罕起兵讨伐大都元文宗，兵败被执而死。